# Гиоргадзе, Бондо
Бондо М. Гиоргадзе (Георгадзе) (1947 — 2000) — советский футболист, нападающий.
Бо́льшую часть недолгой карьеры в командах мастеров провёл в 1965—1970 годах в «Динамо» Батуми в третьей (1965, 1970) и второй (1966—1969) по силе лигах первенства СССР. В августе — сентябре 1967 года сыграл четыре неполных матча в чемпионате СССР за «Динамо» Тбилиси.
Начальник команды «Мерцхали» Озургети (1989).